# Савезна влада Бранка Микулића
Савезно извршно веће је под председништвом Бранка Микулића од 16. маја 1986. до 16. марта 1989.
Б. Микулић је поднео оставку 30. децембра 1988, као први премијер у историји федеративне Југославије који је то учинио.